# Eois contractata
Eois contractata är en fjärilsart som beskrevs av Walker 1861. Eois contractata ingår i släktet Eois och familjen mätare. Inga underarter finns listade i Catalogue of Life.